# بريونا
بريونا؛ هي كومونا (بلدية) في مقاطعة نوفارا في المنطقة الإيطالية بيدمونت ، وتقع على بعد حوالي 80 كيلومتر (50 ميل) شمال شرق تورينو وحوالي 15 كيلومتر (9 ميل) شمال غرب نوفارا . اعتبارًا من 31 ديسمبر 2004 ، كان عدد سكانها 1196 نسمة ومساحتها 24.7 كيلومتر مربع (9.5 ميل2) . 
وتحتوي بلدية بريونا على فرازيوني (التقسيمات الفرعية، والقرى والنجوع بشكل رئيسي) سان برناردينو و بروه.
وتقع بريونا على حدود البلديات التالية: بارينغو وكالتيغناغا وكاربيجنانو سيسيا وكاساليجيو نوفارا وكاستيلاتسو نوفاريس وفارا نوفاريس ومومو ، بيدمونت وسان بيترو موسيزو وسيلافينجو.

## روابط خارجية
- www.comune.briona.no.it/